# António Avelar de Pinho
Antonio Avelar de Pinho (Entroncamento, 1947), é um músico, compositor, autor de letras de canções, escritor e produtor musical e de programas de televisão. Foi um dos fundadores de bandas portuguesas emblemáticas, como Filarmónica Fraude e Banda do Casaco. 

## Biografia
António Manuel Flor Avelar de Pinho, nasceu no Entroncamento no dia 27 de Maio de 1947. 
Após ter feito a escola primária, foi enviado para o Colégio Militar em Lisboa que detestou. Seguiu-se o Instituto Superior Técnico que abandona após dois anos sem concluir o curso de engenharia. 
Em 1968, junta-se aos músicos João Carvalho, José Parracho, Luís Linhares, Júlio Patrocínio e Antunes da Silva, com os quais funda a banda Filarmónica Fraude, cujo primeiro e único LP, intitulado Epopeia, editado em 1969 e produzido por Luís  Villas-Boas, é considerado o primeiro disco de rock com letras em português escritas por ele. 
Alguns anos mais tarde, em 1973, ele e Nuno Rodrigues fundam a Banda Do Casaco, dividindo entre eles a produção e a escrita das letras das canções, para além de ter sido um dos vocalistas da mesma. Escrevem de imediato o primeiro álbum do grupo, ao qual dão o nome de Dos Benefícios dum Vendido no Reino dos Bonifácios, editado em 1975, e que apresenta o tom surrealista e a influência das recolhas de Michel Giacometti  que irá marcar todo o percurso da banda. Fará parte da banda até ao inicio da década de oitenta. 
Em 1977, ele e Nuno Rodrigues escrevem e coproduzem o disco do programa infantil Fungagá da Bicharada emitido pela RTP, cujos apresentadores eram Júlio Isidro e José Barata-Moura. 
Após abandonar a Banda do Casaco, vai trabalhar na Valentim de Carvalho onde continua a trabalhar com Nuno Rodrigues, no Departamento Nacional de Artistas e Repertório.  Lá produzem e escrevem para artistas como António Mourão, Concha, Gabriela Schaaf,  José Campos e Sousa,  Lara Li, Marco Paulo, entre outros. 
Passado um ano demite-se e produz, como free-lancer, o disco Ar de Rock que dá a conhecer Rui Veloso e Carlos Tê, após os convencer a colocarem as letras em português e a gravarem o tema Chico Fininho. 
É convidado por Cláudio Condê a ir trabalhar na Polygram e lá fica 10 anos, durante os quais produz e escreve para vários artistas portugueses, nomeadamente: Amália, Carlos Alberto Vidal (futuro Avô Cantigas), Doce, Da Vinci, Dina, Dino Meira, Herman José, José Cid, Rão Kyao, Rita Guerra, Tonicha, entre outros. É também ele que produz os primeiros discos dos Heróis do Mar e dos Táxi. 
Em 1982, cria com Carlos Alberto Vidal, o alter-ego Avô Cantigas para o programa da RTP, O Passeio dos Alegres, apresentado por Júlio Isidro e que tinha um segmento dedicado às crianças.  António Avelar de Pinho foi também empresário de vários artistas, entre eles, Carlos Paredes e Rão Kyao. 
É durante a década de 80 que começa a escrever para programas de televisão, entre eles O Tal Canal de Herman José. 
Através da Companhia das Ideias (empresa por ele fundada em 1990), desenvolve vários projectos musicais e para televisão. Entre eles destacam-se o TOP Mais no qual se estreou Catarina Furtado. 
Cria a série policial Claxon, interpretado por António Cordeiro, emitida pela RTP e que se tornou numa série de culto.  É também o criador do programa infanto-juvenil Vitaminas, no qual António Cordeiro interpretava a personagem Félix Fracasso e Carlos Alberto Vidal era o apresentador. 
António Avelar de Pinho, é também conhecido pela ligação ao Festival da Canção para o qual escreveu várias canções em parceria com Nuno Rodrigues.  Entre elas destacam-se Eu só quero cantada por Gabriela Schaaf que fica em segundo lugar na edição de 1979 e Alibabá, Um homem das Arábias cantada em 1981 pelas Doce que ficam em quarto lugar. 
Em 1982, é um dos autores da canção Bem Bom que ganha o festival e que leva as Doce até ao Festival da Eurovisão da Canção, onde irão representar Portugal e no qual ficam em 13º lugar. 
Continua a compor para o festival escrevendo para letras em parceria com Luis Oliveira para Lara Afonso, MariaFolia, TribURbana (compostos por Agir e Milene Candeias), entre outros.  Em 2018 fez parte do júri do festival e dois anos mais tarde foi um dos compositores convidados. 
Com Pedro de Freitas Branco (músico) foi o autor da série juvenil "Os Super 4" com mais de 19 livros publicados, os mais recentes, a partir de 2005, tem sido escritos apenas por Pinho. 

## Obras seleccionadas

### Discografia
Com a Banda do Casaco gravou os albúns: 
- 1974 - Dos Benefícios dum Vendido no Reino dos Bonifácios [37]

- 1975 - Coisas do Arco da Velha [38]

- 1976 - Hoje Há Conquilhas Amanhã não Sabemos [39]

- 1978 - Contos da Barbearia

- 1980 - No Jardim da Celeste